# Histoire de la Côte d'Ivoire
L'histoire de la Côte d'Ivoire antérieure aux premiers contacts avec les Européens est quasiment inconnue du grand public. Ces premiers contacts restèrent limités avec seulement quelques missionnaires européens au XVIe siècle.
Le pays est habité en 2024 par 29 575 773 habitants avec un taux de croissance annuel de 2,485 %. La Côte d'Ivoire a une population de 0,362% de la population mondiale (contre 1,5 en 1900, 2,7 en 1950, 6,7 en 1975, 10,8 en 1988), issu(e)s de divers groupes ethniques, parlant principalement français (langue officielle) et/ou une ou plusieurs langues locales.

## Préhistoire et protohistoire
Une culture néolithique existait cependant, mais est mal connue à cause d'un manque de découvertes archéologiques : parc archéologique d'Ahouakro, Fanfala.

## De 500c à 1900c: histoire pré-coloniale

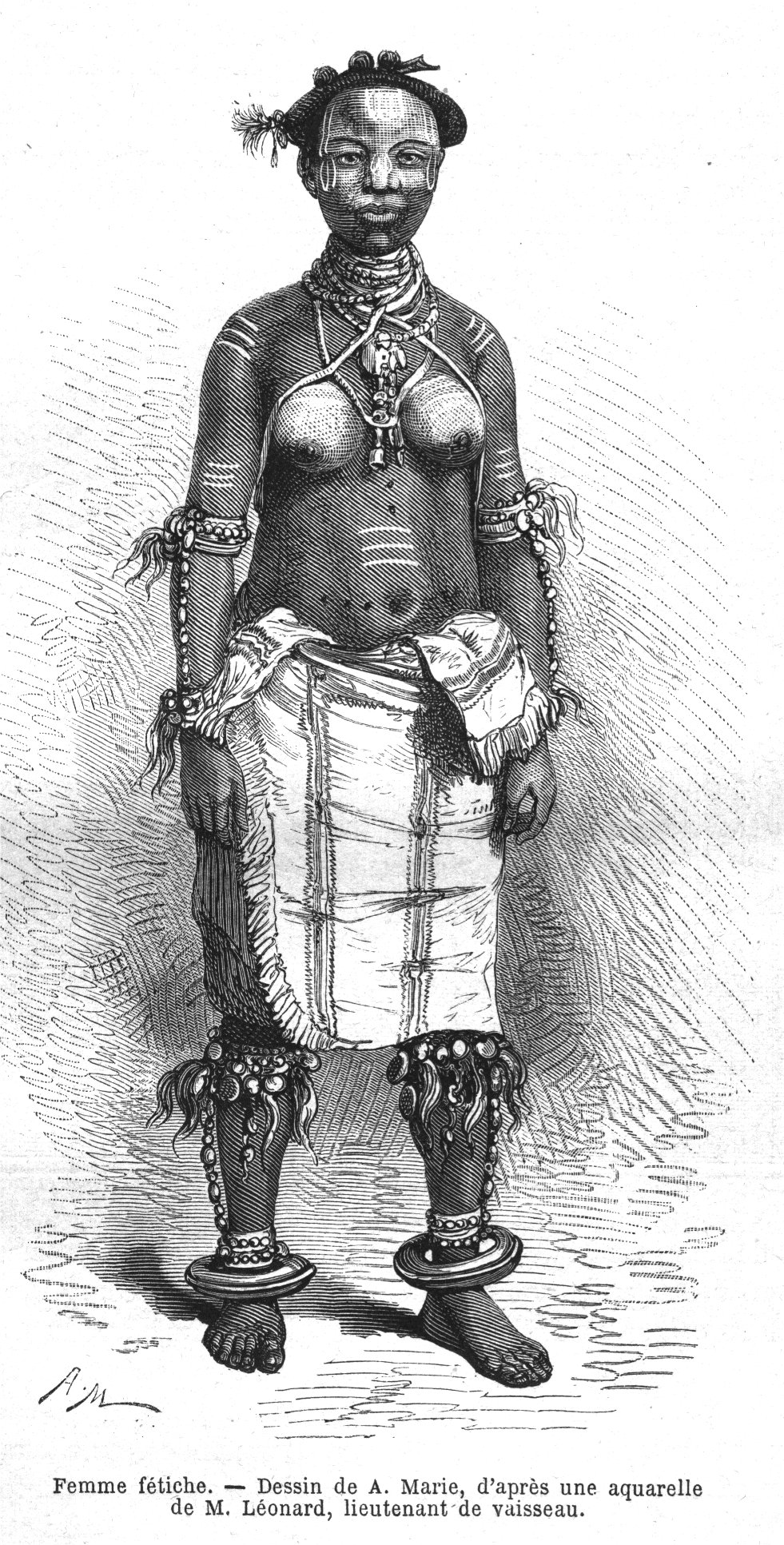
Femme fétiche des Kroumanes, vers 1869.

Le peuplement du sud est attesté dès le seuil de notre ère même si la recherche de ses traces est rendue difficile par le climat humide. Le territoire fut parsemé par des peuples de langues soudanaises, divisés en de nombreuses chefferies.
Parmi les populations les plus anciennes, on compte les Mandé du sud (Gouro, Gban et Yacouba) à l'ouest et au centre-ouest, les Krous au Sud-Ouest  ainsi que les Sénoufos au Nord-Est. Le nord du pays sera sous l'influence des royaumes sahéliens (Songhai, Ghana). C'est dans ce contexte que s'implantera l'islam, répandu soit par des commerçants, notamment des colporteurs dioula, soit par le djihad mené par des armées à cheval. Des villes commerçantes comme Kong ou Bondoukou deviendront par la suite de véritables cités-États, liens entre la savane et la forêt. Toutefois, les populations ne connaissaient pas la propriété privée et ne cherchaient pas à délimiter leur territoire. Leurs cultures étaient marquées par une tradition théâtrale, orale, musicale, de danse et la croyance à la magie.
De nombreux États ouest-africains régionaux ont existé. Certaines survivances culturelles sont connues :
- Empire du Mali (1230-1600), uniquement au Nord, dans la boucle du Niger ;
- Royaume de Bono (1300/1400-1957) (peuple Abron/Bono/Brong/Gyaman, sous-groupe akan, Sud-Est, surtout Ghana) ;
- Gyaman (~1450-1895), État médiéval akan bono/abron (côté Ghana), Amanvi ;
- Royaume d'Akwamu (1620c-1734)) (Ghana actuel) ;
- Empire kong (1690-1898), Royaume de Kong (Kong (Côte d'Ivoire), Nord, Dioula, Dioulabas), Sékou Ouattara (1665-1745), Querê Mori Uatara (1745-?) ;
- Royaume de Krinjabo, Assinie (Sud-Est), Fort Saint-Louis (Assinie), Grand-Bassam ;
- Royaume Baoulé (1700c-?), Abla Pokou (1730-1770) ;
- Royaume du Sanwi (1740c-1959) ;
- Royaume de Bouna ;
- Royaume de l'Indénié (Est) ;
- Royaume de Kabadougou, Royaume malinké de Kabadougou (en) (1848-1880) ;
- Empire wassoulou (1878-1898), Samory Touré (1830-1900) ;
- Royaume du Moronou ;
- Chefferies, Sociétés lignagères.

Afrique de l'Ouest vers 1875
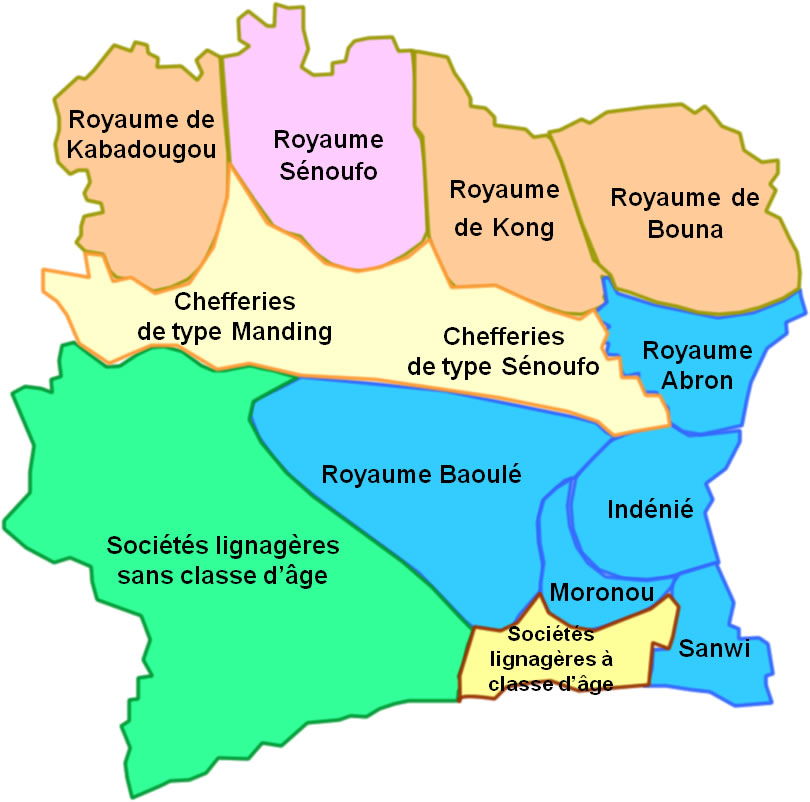
Anciens royaumes
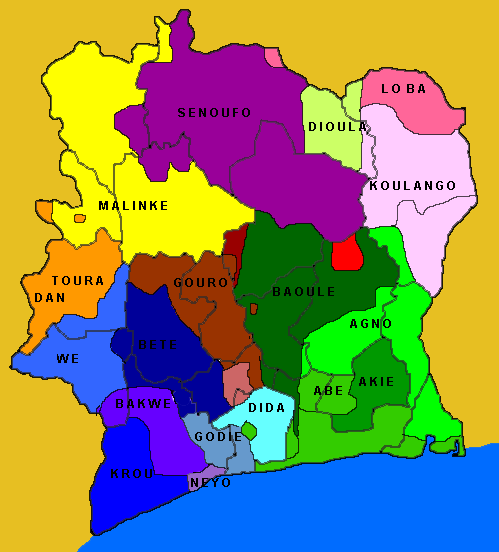
Carte simplifiée des langues autochtones
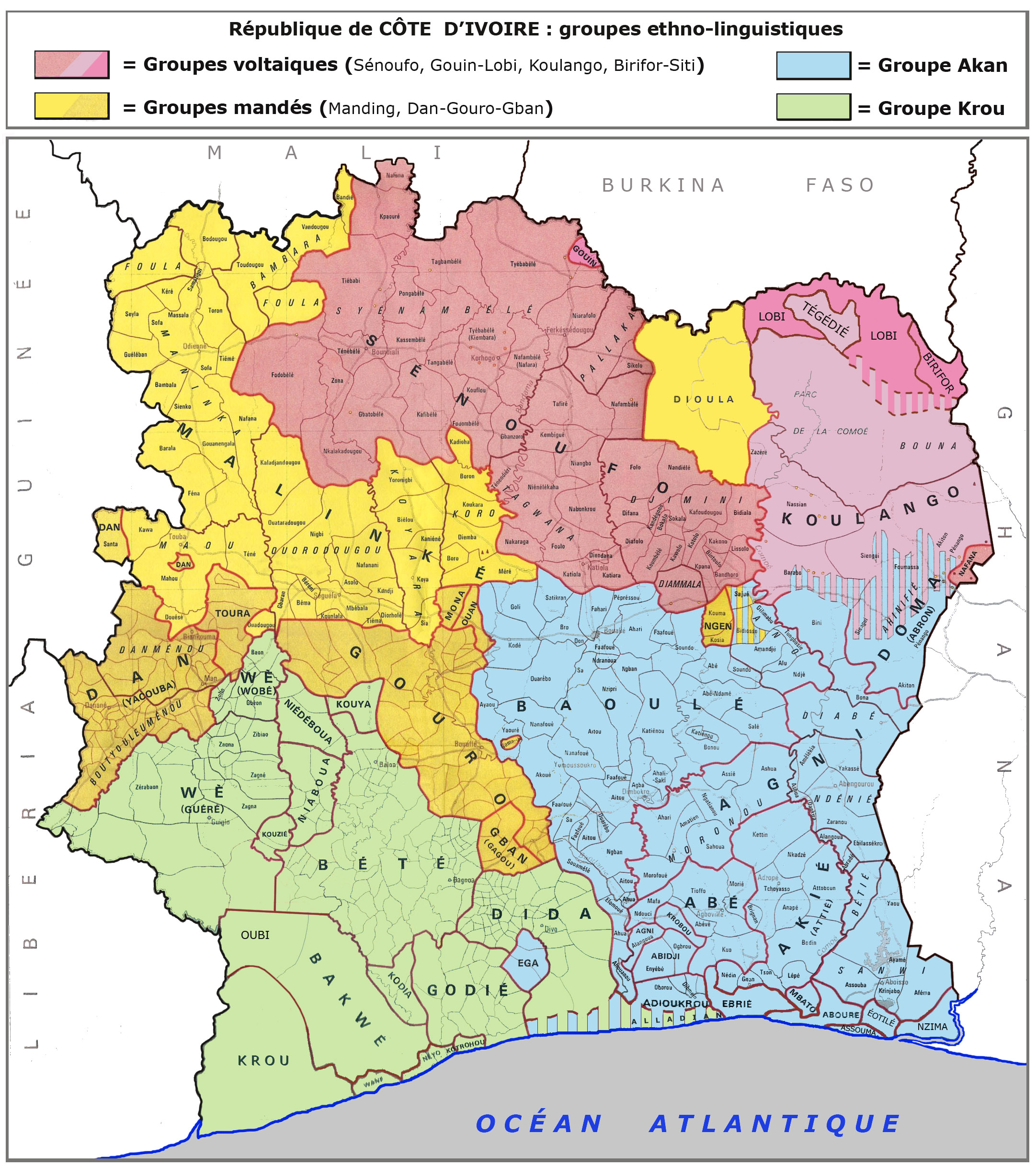
Groupes ethniques de Côte d'Ivoire (2011)
Régions de Côte d'Ivoire en 2014

### Premiers contacts européens (1470c-1600)
Les premiers Européens à pénétrer dans le pays sont les navigateurs portugais, longeant les côtes africaines, à la recherche de la route vers l'Inde. Les Portugais baptisent le pays "Costa do Marfim" (ivoire) pour l'accueil fait par les populations. Les Européens sont d'abord frappés par la force démographique des Noirs. Pedro Escobar (au service de Fernão Gomes) aurait été le découvreur de Sassandra en pays kru et de Grand-Bassam en 1469. Soeiro da Costa aurait découvert San-Pédro.
Le commerce de l'ivoire, des fusils et la traite des Noirs se mettent vite en place. Les ports de San-Pédro, Sassandra ou encore Fresco ont conservé les noms de marins ou de vaisseaux portugais. Les négriers britanniques sont également présents. Le premier contact avec la France date de 1637, lorsque des missionnaires débarquent à Assinie, près de la Côte de l'Or, actuel Ghana. Sous le règne du roi Louis XIV, lorsqu’un émissaire de ce monarque noua des relations avec le royaume d’Assinie, dans le sud-est du pays actuel. Aniaba, un prince du sang selon les uns, un esclave substitué selon les autres, s’embarqua pour la cour de France. Il y reçut le baptême des mains de Bossuet et sous le parrainage du roi et de la reine de France eux-mêmes. Il y fit ensuite une carrière militaire avec une charge de capitaine de chevau-légers. Il serait revenu en Assinie mais on ne sait rien de sa vie après son retour.
En 1687, deux ans après le code noir, des missionnaires et des commerçants français s'installent à nouveau sur le site d'Assinie, à l'extrémité est du littoral, vers la côte de l'Or, mais ils repartent en 1705 après avoir construit et occupé le fort Saint-Louis, de 1701 à 1704, car le commerce des esclaves contre des céréales ne rapporte pas assez. Parmi eux, le chevalier d'Amon et l'amiral Jean-Baptiste du Casse, directeur de la Compagnie du Sénégal, principale société esclavagiste française, débarquent, intéressés par le trafic de l'or, et sont reçus à la cour du roi Zéna. Ils ramènent en France le jeune « prince » Aniaba et son cousin Banga, lesquels sont présentés au roi de France Louis XIV et se convertissent au catholicisme (Aniaba est baptisé par Bossuet, évêque de Meaux). Ils deviennent plus tard officiers dans le Régiment du Roi, avant de retourner à Issiny vers 1700. Aniaba serait devenu en 1704 conseiller du roi de Quita, actuel Togo, se faisant appeler Hannibal.

### Période 1600c-1800c: commerce, traite, évangélisation
Au XVIIe siècle, les premiers Européens qui s’installent en Côte d’Ivoire sont des missionnaires français, qui s’établissent sur la côte à Assinie en 1687 et commencent à convertir les populations au christianisme.
Ils construisent un fort qu’ils abandonnent par la suite.
- Commerce triangulaire ;
- Compagnies européennes fondées au XVIIe siècle ;
- Compagnie française des Indes occidentales (1664-1674) ;
- Compagnie du Sénégal (1673).

### Première moitié duXIXesiècle(1800c-1850c)
Au XVIIIe siècle, la région est envahie par deux ethnies appartenant au groupe Akan : les Agnis dans le sud-est et les Baoulés dans le centre. Les explorateurs, missionnaires, commerçants et soldats étendent progressivement le territoire sous contrôle français à partir de la région de la lagune. Cependant, la traite négrière n'est pas définitivement terminée avant 1848.

### Une carte de la région à l'aube de la colonisation

Le territoire de l'actuelle Côte d'Ivoire et ses environs, tel que connus en 1889.

Sur cette carte allemande de 1889, où la région est considérée comme faisant partie de l'Ober Guinea (Haute-Guinée, s'étendant du Liberia au Cameroun), on remarque combien l'intérieur des terres restait à l'époque terra incognita des géographes. Les établissements français se limitent à une étroite bande de terre, entre Lahou et Assinie, avec Grand-Bassam au centre (et Fort Nemours, construit en 1843). Les légendaires Monts de Kong, dont Binger démontra l'inexistence, y apparaissent encore (avec un point d'interrogation). En dehors de quelques localités comme Krindjabo, Bondoukou, Kong, Tengréla, la carte de l'intérieur du pays reste quasiment vide.

## Colonisation française (1842c/1893-1958)
En 1842 est signé le traité de protectorat de Grand-Bassam.
En 1843, l'expédition de Côte d'Ivoire est une expédition navale américaine contre le peuple béréby.
La Côte d'Ivoire devient officiellement une colonie française, le 10 mars 1893. Le capitaine Binger (1856-1936), parti de Dakar pour rallier Kong, où il rencontre Marcel Treich-Laplène (1860-1890) (un commis d'Arthur Verdier), est le premier gouverneur.
De 1893 à 1899, la première capitale coloniale, portuaire, économique et juridique de la Côte d'Ivoire est Grand-Bassam. Il négocie des traités frontaliers avec le Royaume-Uni (pour le Liberia) et plus tard commence une campagne qui dure jusqu'en 1898 contre Samory Touré (1830-1900), un chef guerrier malinké originaire de la Guinée actuelle.
En 1899, à la suite d'une épidémie de fièvre jaune, qui provoque la mort de 45 des 60 Européens présents dans la ville, la capitale est transférée à Bingerville (agglomération d'Abidjan), qui le reste jusqu'en 1934.
En 1895, la Côte d'Ivoire est placée sous la responsabilité du Gouverneur Général de l'Afrique Occidentale Française, mais garde son autonomie  administrative et financière.
En 1902, les moyens d'actions du gouverneur Général seront étendus sur les services locaux de la colonie. La Côte d'Ivoire est divisée en douze territoires administratifs appelées les Cercles : Lagunes, Grand Bassam, Assinie, Indénie, Bondoukou, Séguéla, Korhogo, Dabakala, Baoulé, Lahou, Sassandra, Cavally.
À la tête du Cercle est nommé un fonctionnaire civil issu du corps des Administrateurs des Colonies.
Les premiers administrateurs vivent simplement, participent à la découverte du Cercle par des explorations, l'établissement de cartes, l'écriture de documents ethnographiques, ou de dictionnaires.
Cette époque est décrite dans les "carnets de route en Côte d'Ivoire (1893-1902)" de Georges Thomann.
Deux décrets, en 1901, établissent l'impôt de capitation réclamé aux indigènes et l'impôt des patentes qui frappe le colportage, le commerce et l'industrie en général.
Le décret du 10 Novembre 1903 organise les tribunaux de village, qui jugent selon les coutumes locales, mais sous le contrôle des administrateurs.
La justice française est réservée presque exclusivement aux Français, Européens ou assimilés.
En 1905, a peu près 450 Européens habitent la Côte d'Ivoire (175 fonctionnaires et 275 colons)
En 1919, le territoire sud de la Haute Volta (actuel Burkina Faso) devient une partie de la Côte d’Ivoire coloniale. (Au moment de l’indépendance des états africains les deux  pays étaient prêts et s’étaient mis d’accord à faire du Burkina Faso et de la Côte d’Ivoire un seul et même unique pays). Mais ce projet n’a pas pu aboutir, au dernier moment le Burkina Faso devient indépendant, le 5 août 1960 sous l’impulsion de Maurice Yaméogo.
De 1904 à 1958, le pays est inclus dans la Fédération de l'ouest africain français appelée Afrique-Occidentale française (AOF). C'était une colonie et un territoire d'outre-mer pendant la Troisième République. Jusqu'à la période suivant la Seconde Guerre mondiale, les affaires gouvernementales sont caractérisées par l'association qui faisait des habitants des colonies des sujets français sans droit de représentation. Sa capitale est Bingerville jusqu'en 1933, puis Abidjan.
Pendant la Seconde Guerre mondiale, le Régime de Vichy garde le contrôle du territoire jusqu'à la fin 1942 : l'AOF se rallie ensuite à l'exécutif d'Alger, et passe l'année suivante sous l'autorité du Comité français de libération nationale. La conférence de Brazzaville en 1944, la première assemblée constituante de 1946 et la gratitude de la France pour la loyauté des Africains poussèrent à des réformes à partir de 1946. La citoyenneté française fut accordée aux sujets africains, le droit de s'organiser politiquement leur fut reconnu, et le travail forcé fut aboli par la loi du 11 avril 1946, proposée par Félix Houphouët-Boigny.
La répression contre son parti, le PDCI, s'accentue à la fin des années 1940. Des militants sont régulièrement arrêtés et battus par des policiers, avec parfois des actes de tortures ; d'autres sont renvoyés de leurs emplois. L'un des principaux dirigeants du parti, le sénateur Victor Biaka Boda, est retrouvé pendu et déchiqueté dans la foret, alors qu'il était recherché par la police. Les tensions culminent au début de l'année 1950, quand, à la suite d’un incident, la quasi-totalité de la direction du PDCI est arrêtée. Des rassemblements de protestation sont organisés ; alors que la police tire à blanc pour disperser la foule, des colons tirent à balles réelles, tuant treize manifestants. Au lieu de rechercher les auteurs du massacre, les autorités, craignant des émeutes, font arrêter des milliers de militants indépendantistes.
En 1956, la loi-cadre de réforme de l'outremer décida du transfert de pouvoirs de Paris vers des autorités locales, sans pour autant freiner le mouvement vers l'indépendance.

### Première école de Côte d'Ivoire (1882)

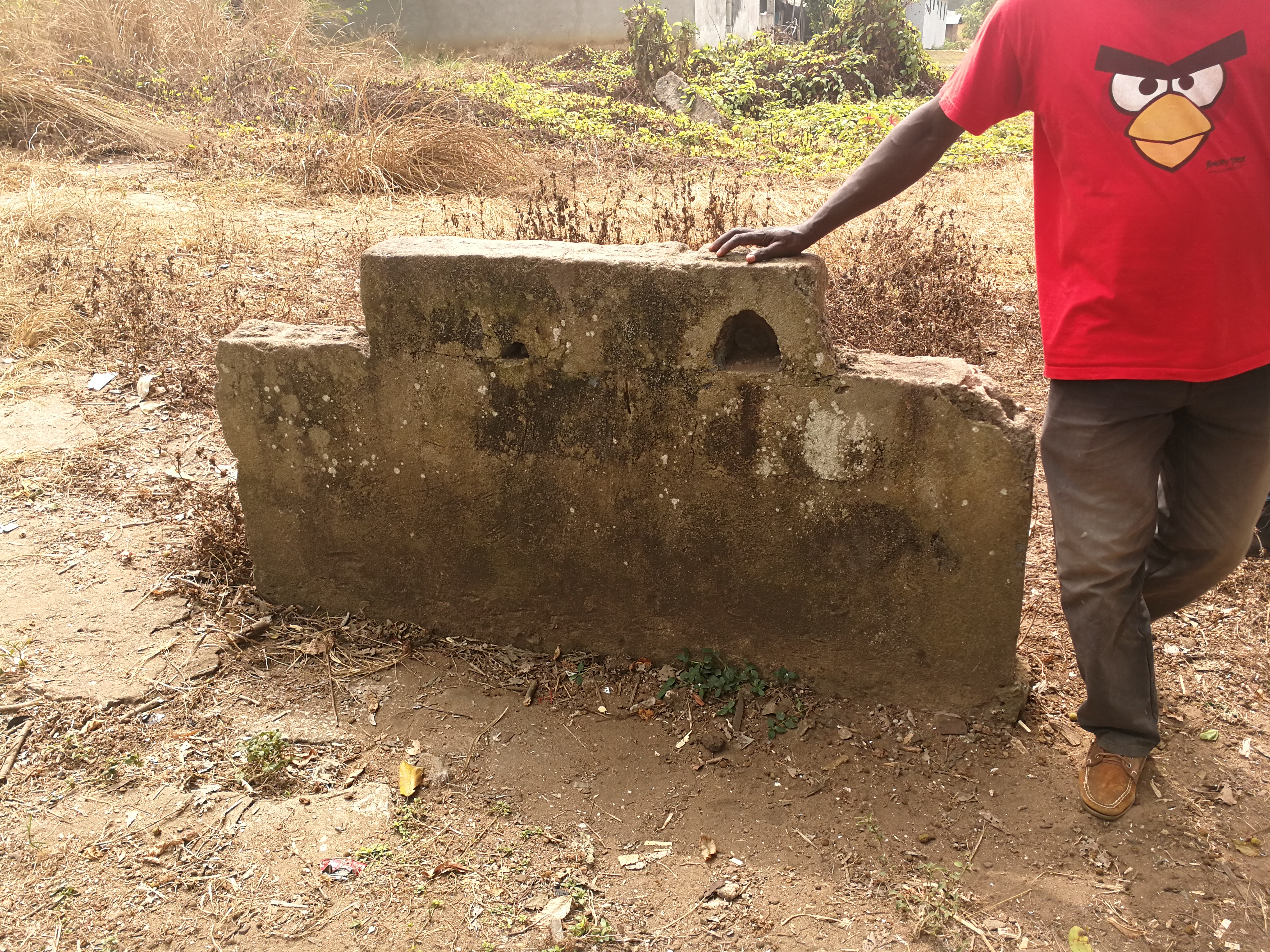
Les ruines de la toute première école de Côte d’Ivoire créée en 1882 à Élima.

La première école de Côte d’Ivoire est créée par Arthur Verdier, navigateur et commerçant français, s’installant à Assinie en 1862. En 1880, il crée une plantation de café à Élima, au bord de la lagune Aby. Il va ensuite ouvrir une école privée en 1882 à Élima, la toute première, pour les besoins de son commerce et de ses plantations.

## Indépendance (1958)

### Étapes de construction de nation (1958-1960)

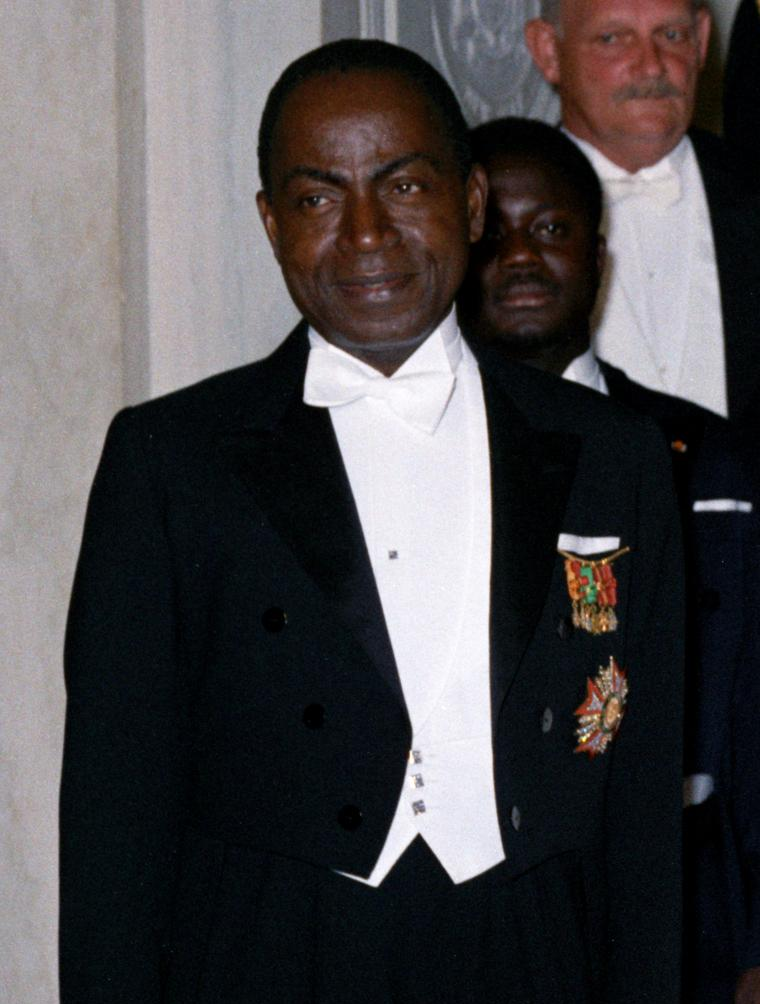
Félix Houphouët-Boigny, père de l'indépendance ivoirienne.

En décembre 1958, la Côte d'Ivoire devient une république autonome par le référendum, qui crée la Communauté française entre la France et ses anciennes colonies. Elle est alors dirigée par un premier ministre, Auguste Denise, auquel succédera Félix Houphouët-Boigny, en avril 1959. Avec cette autonomie, la Côte d'Ivoire ne devait plus partager ses richesses avec les autres colonies pauvres du Sahel, le budget de l'administration ivoirienne augmenta ainsi de 152 %.
Le 7 août 1960, l'indépendance prend effet. Le pays reste cependant très lié à la France : sa monnaie est dirigée par la Banque de France, par le biais de l'union monétaire d'Afrique occidentale (franc CFA) ; de nombreux investissements français rendent l'économie ivoirienne dépendante de la France.

## Période Félix Houphouët-Boigny (1959-1993)
Le président-fondateur est Félix Houphouët-Boigny (1905-1993). Il le resta à vie, s'appuyant sur son parti unique, le Parti Démocratique de la Côte d'Ivoire (PDCI). Il est également un des fondateurs du Rassemblement démocratique africain (RDA), parti politique d'avant l'indépendance pour toute l'Afrique occidentale française (excepté la Mauritanie).
Il commence sa carrière en 1944 en fondant le Syndicat agricole africain, qui fut le noyau du PDCI. Après la Seconde Guerre mondiale, il est élu d'une courte majorité à la première assemblée constituante. Il représente ensuite la Côte d'Ivoire à l'Assemblée nationale de 1946 à 1959, se consacrant essentiellement aux organisations politiques inter et territoriales au sein de l'AOF, et à l'amélioration des conditions de travail. Il est également ministre de la République trois ans durant.
Il devient le premier premier ministre de la Côte d'Ivoire en avril 1959, et en 1960 est élu président. Il est ensuite constamment réélu de cinq ans en cinq ans à partir de 1965. Son parti unique, le PDCI-RDA, occupe tous les sièges de l'Assemblée nationale.

### Politique extérieure
En mai 1959, Félix Houphouët-Boigny crée le Conseil de l'entente avec le Niger, la Haute-Volta (Burkina Faso), le Togo, et le Dahomey (Bénin), organisation de développement économique. Il affirme que la seule voie pour la solidarité africaine est le développement économique progressif et la coopération politique, reconnaissant le principe de non-intervention dans les affaires internes des États africains.
Le 21 avril 1961, il signe un accord d'assistance militaire avec la France. Cet accord est également signé par le Dahomey et le Mali.

### Politique sociale
En 1964, la polygamie est abolie.

### Économie
Les années 1970 à 1985 furent bonnes grâce à la  situation économique. La dégradation de celle-ci, au cours des années 1990, provoqua une agitation étudiante, la révolte de barons du régime et la naissance d'une opposition clandestine. Les manifestations étudiantes du 9 février 1992 révèlent en Laurent Gbagbo un leader d'opinion (l'interdiction d'une de ses conférences est la cause immédiate du mouvement), qui fonde le Front populaire ivoirien (FPI), et s'exile en France.
Le 21 mars 1983, Yamoussoukro devient la capitale politique et administrative de Côte d'Ivoire.

### Déséquilibre Nord/Sud
Bien que le nord de la Côte d'Ivoire ait été inséré dans l'espace économique de la boucle du Niger et ait connu des Etats avant la période coloniale (empire de Kong, royaumes de Bouna, deuxième empire de Samory), il a progressivement décroché économiquement par rapport au sud du pays dès la période coloniale, notamment en raison de l'essor de l'économie de plantation dans cette zone, renforcé par un rapport culturellement plus distant de l'école moderne.
Le président Félix Houphouët-Boigny va prendre véritablement conscience du manque de développement de cette région à la suite de sa visite, en 1974. Toutefois, les mesures de compensation n’arrivent pas à inverser la tendance.

### Fin du parti unique (1990)
Comme les autres ex-colonies françaises d’Afrique subsaharienne, la Côte d’Ivoire est invitée par la France, le 20 juin 1990 à La Baule, à s’engager dans un processus démocratique, conséquence directe de la chute du bloc de l'Est.
Félix Houphouët-Boigny avait déjà préparé la voie vers la démocratisation par quelques réformes : 
- les partis politiques sont autorisés le 5 mai 1990 (14 se forment) ;
- pour la première fois, un candidat l'affronte à l'élection présidentielle, Laurent Gbagbo, qui obtient 18 % des voix face au président sortant ;
- des élections pluralistes, où les étrangers notamment burkinabés peuvent voter, sont organisées ; le PDCI-RDA remporte 175 sièges contre 8 pour le FPI.

Malgré cette ouverture, Laurent Gbagbo est arrêté après les manifestations étudiantes de février 1992 et emprisonné pendant quelques mois, ainsi que son épouse, Simone Ehivet Gbagbo.
Félix Houphouët-Boigny décède, le 7 décembre 1993.

## Présidence Henri Konan Bédié (1994-1999)
Henri Konan Bédié (1934-2023) devient président intérimaire en tant que président de l'Assemblée nationale, puis élu, le 22 octobre 1995 avec 96,44 % des voix, tous les autres candidats sauf un (Francis Wodié, représentant le PIT) ayant boycotté les élections. Il perdit le pouvoir lors d'un coup d'Etat militaire à Noël 1999.

## Coup d'État de 1999 du général Guéï
Le général Guéï (1941-2002) fut assassiné par les forces républicaines lors de la tentative de coup d‘état de septembre 2002. Il fut soupçonné à tort par le régime en place. Il fut enlevé à son domicile et abattu froidement par les hommes de main du gouvernement en place. Sa femme et plusieurs autres membres de sa garde rapprochée furent aussi exécutés.

## Présidences Laurent Gbagbo (2000-2011) et guerre civile ivoirienne
Laurent Gbagbo (1945-), vainqueur des élections de 2000, et porté au pouvoir par les manifestants devant le refus de Guéï de reconnaître le résultat des élections.
Robert Guéï se proclame vainqueur des élections d'octobre 2000, dont la candidature d'Alasaane Ouattara du RDR avait été exclue pour doutes sur la nationalité, ainsi que celle de Bédié pour ne pas avoir consulté le collège médical désigné par le Conseil constitutionnel. Des manifestations mêlant le peuple et l'armée imposent Laurent Gbagbo, dont la victoire électorale est finalement reconnue. Son parti, le FPI, remporte les législatives de décembre avec 96 sièges (98 au PDCI-RDA), le RDR ayant décidé de les boycotter. Le RDR participe aux élections municipales et sort vainqueur dans la majorité des villes, dont Gagnoa, la principale ville du Centre Ouest du pays, région d'origine de Laurent Gbagbo.
Une tentative de coup d'État a lieu, le 19 septembre 2002. Bien que cette tentative ait échoué, une rébellion (qui prend le nom de Forces nouvelles) se forme dans le nord du pays, et occupe bientôt 60 % du territoire selon une ligne tracée d'avance par l'armée française en Cote d'Ivoire. Le général Robert Guéï est assassiné lors du putsch manqué du Mouvement patriotique de Côte d'Ivoire (MPCI) en 2002.
La France s'interpose, officiellement en application d'accords de défense (envoi de la Force Licorne). La situation se stabilise, et en janvier 2003, l'ensemble des forces politiques ivoiriennes, rebelles compris, négocient en France à Linas-Marcoussis afin de mettre fin à la crise. Ces négociations aboutissent aux accords de Linas-Marcoussis. Dès son retour à Abidjan, Laurent Gbagbo les remet en cause, bien qu'il les fasse d'abord mettre en application. Un gouvernement de réconciliation, réunissant des représentants de tous les partis, est mis en place. Le climat politique continue, cependant, d'être pollué par la violence endémique, entretenue par les milices (dont celles des Jeunes patriotes), couvertes par le gouvernement.
Devant les lenteurs de l'application des accords, de nouvelles réunions ont lieu à Accra durant l'été 2004, qui relancent le processus de DDR (Désarmement, Démobilisation, Réintégration). Cependant, le désarmement des rebelles ne peut avoir lieu en octobre, la contrepartie politique (modification de la constitution, notamment) n'ayant pas été mise en place.
Début novembre, les forces gouvernementales lancent une offensive contre les rebelles. Le 6 novembre, les bombardements opérés par deux Soukhoï de l'armée ivoirienne (mais en réalité pilotés par des mercenaires biélorusses) sur la base française de Bouaké font neuf morts parmi les soldats français. En réaction, l'armée française détruit l'essentiel de la force aérienne ivoirienne au sol.
Des membres des Jeunes Patriotes se rassemblent devant l'Hôtel Ivoire à Abidjan et les troupes françaises ouvrent le feu à plusieurs reprises. La Fédération internationale des droits de l'homme estime que ces tirs feront 60 morts et 1 000 blessés, la plupart causés par les bousculades, mais aussi par les tirs des militaires de l'armée française en Côte d'Ivoire (Force Licorne).
Courant décembre, le président Laurent Gbagbo engage le processus de réforme de la constitution au moment où paraissent plusieurs rapports sur les évènements de novembre. À la suite de la qualification de l'équipe nationale de football pour la coupe du monde 2006, tous les joueurs, eux-mêmes issus de plusieurs ethnies différentes du pays, appellent à la fin de la guerre civile et au retour au calme.
- Crise politico-militaire en Côte d'Ivoire (2002-2007) ;
- Accords d'Accra (2002-2004), Accord de Linas-Marcoussis (2003), Accord de Pretoria (2005), Accord de Ouagadougou (2007) ;
- Flamme de la paix (2007) ;
- Opération Licorne (2002-2015).

## Élection présidentielle ivoirienne de 2010
Malgré l'accord de paix, le pays reste coupé en deux et les Forces nouvelles s'enracinent dans le Nord, provoquant à plusieurs reprises le report de l'élection présidentielle. Celle-ci finit par avoir lieu, le 31 octobre 2010. Les résultats donnent Laurent Gbagbo en tête avec environ 38 %, suivi par Alassane Ouattara avec 32 % et Henri Konan Bédié avec 25 %.
Le second tour voit s'opposer les candidats Gbagbo et Ouattara, le 28 novembre.
Le 2 décembre 2010, quatre jours après le vote, la Commission électorale indépendante proclame la victoire d'Alassane Ouattara avec 54,1 % des voix contre 45,9 % pour Laurent Gbagbo. Le Conseil constitutionnel juge les résultats de la CEI non valables et annonce la victoire du président sortant, le 3 décembre 2010 avec un score de 51,45 %. La représentante de la diplomatie de l'UE et le secrétaire général de l'ONU considèrent pour leur part que le vainqueur de l'élection est Alassane Ouattara, les résultats du vote ayant été « certifiés » par le représentant spécial de l’ONU en Côte d’Ivoire, Young-Jin Choi,,,,.
Le 4 décembre 2010, les deux candidats prêtent serment, chacun de leur côté (Ouattara à l'hôtel du Golf devant la presse étrangère, et Gbagbo devant la cour constitutionnelle du pays), en tant que président de la Côte d'Ivoire.
Alassane Ouattara appelle ses partisans à prendre la télévision publique, le 16 décembre. Le jour dit, l'armée ivoirienne fidèle à Laurent Gbagbo s'oppose par la force à cette tentative. Chaque jour, différents mots d'ordres de marches, d'inactivité et d'incitation à la révolte sont lancés par le clan Ouattara à l'égard des populations.
Les observateurs de l'ONU chargés des droits humains font état, entre le 16 et le 21 décembre, de « 173 meurtres, 90 cas de tortures et mauvais traitements, 471 arrestations, 24 cas de disparitions forcées » en Côte d'Ivoire. Les partisans de Ouattara font état de la présence de mercenaires libériens embauchés depuis, début décembre, par le camp de Gbagbo, tandis que des milliers de personnes quittent le pays, dont 14 000 vers le Liberia.

### Crise ivoirienne de 2010-2011
Des centaines de personnes sont tuées par l'escalade de la violence entre les partisans pro-Gbagbo et pro-Ouattara, et au moins un million de personnes fuient les combats, la plupart d'Abidjan.
Le 24 février 2011, on évoque la reprise de tirs « à l'arme lourde » dans des quartiers pro-Ouattara d'Abidjan. Le 6 mars, la ville de Toulepleu, proche de la frontière avec le Liberia tombe aux mains des Forces nouvelles pro-Ouattara. Tandis que Bloléquin, ville située à une quarantaine de kilomètres à l'est, tombe, le 21 mars. Le 29 mars, les Forces pro-Ouattara (devenues Forces républicaines de Côte d'Ivoire – FRCI) continuent leur progression, et après avoir investi Daloa et Duékoué, ils prennent le contrôle d'Issia, dans l'ouest, et d'Abengourou, à 200 km au nord-est d'Abidjan. Le lendemain, 30 mars, ils prennent la capitale politique du pays : Yamoussoukro, après avoir pris le contrôle de Tiébissou, située à 40 km au nord de Yamoussoukro, et de Soubré, située à 130 km au nord de San-Pédro, premier port mondial pour les exportations de fèves de cacao, avec plus de la moitié de la récolte ivoirienne (1,2 million de tonnes) qui y transite. Cette dernière ville est investie dans la soirée du 30 mars.
Après dix jours de combats, et avec l'appui indirect des troupes de l'ONUCI et de la Force Licorne par l'application de la résolution 1975 du Conseil de sécurité des Nations unies, les FRCI arrêtent Laurent Gbagbo, le 11 avril 2011.

## Depuis 2011 en Côte d'Ivoire
En 2015, Alassane Ouattara  est réélu lors d'une nouvelle élection présidentielle. Il réunit 2 618 229 voix sur 6 301 189 électeurs inscrits et 3 129 742 suffrages exprimés. S'il réussit à rassembler plus de 80 % des suffrages exprimés, la participation est d'à peine 53 %. Conformément à ce qu'il avait annoncé avant l'élection, il soumet une nouvelle constitution au parlement pour en finir avec l'« ivoirité », et tourner la page des crises successives des années 2000 et début des années 2010. Cette nouvelle constitution veut aussi affirmer le pouvoir présidentiel, créer un Sénat, et préparer la succession en créant un poste de vice-président. Cette nouvelle constitution est validée en deux temps, tout d'abord par les parlementaires, puis dans un deuxième temps par un référendum. Le projet obtient 93,42 % de suffrages favorables, avec un taux de participation de 42,42 %.
En 2019, Ouattara cherche également, sans y réussir totalement, à unifier les mouvements qui l'ont soutenu pour accéder au pouvoir en un seul parti, le Rassemblement des houphouëtistes pour la démocratie et la paix (RHDP).
Le 6 août 2019, Alassane Ouattara annonce avoir accordé l'amnistie à 800 Ivoiriens poursuivis ou condamnés pour leur implication dans la crise postélectorale de 2010-2011.
Parallèlement, l'alliance avec le PDCI de Bédié nouée, lors de la crise post-électorale, vole en éclats quelques. Cet accord prévoyait un partage du pouvoir (postes ministériels, etc.) mais aussi que le PDCI soutienne le président Ouattara à l'élection présidentielle de 2015, avant de céder la place à une figure du PDCI lors du scrutin de 2020. Or le président Ouattara décide finalement de soutenir Amadou Gon Coulibaly comme dauphin. Bédié refuse en conséquence de fusionner le PDCI avec le RHDP
Le scrutin présidentiel d'octobre 2020 se déroule dans des conditions difficiles. Le président Ouattara, qui finissait son deuxième mandat et qui souhaitait en tout état de cause se retirer, fait volte-face en raison du décès brutal de son dauphin, le Premier ministre Amadou Gon Coulibaly. Il doit pour cela s'appuyer sur une jurisprudence contestée pour remettre le "compteur des mandats" à zéro (la Constitution de 2016 limite à deux le nombre de mandats présidentiels mais les partisans du chef de l’État invoquent le caractère non rétroactif de celle-ci), sans convaincre l'opposition qui dénonce un troisième mandat inconstitutionnel. Parallèlement, le pouvoir limite fortement le nombre de candidatures. Ainsi, le conseil constitutionnel rejette 40 dossiers sur les 44 reçus. Deux poids lourds politique de l'opposition sont en outre bloqués en Europe, Laurent Gbagbo et Guillaume Soro. Henri Konan Bédié, dernière grande figure en lice, lance un appel à la désobéissance, entraînant la non ouverture de plus de 5 000 bureaux sur un total 22 301. Le score final du président Ouattara est le reflet des extrêmes tensions qui ont empêché finalement le déroulement du scrutin, avec un score de 94,2%.
Le 6 mars 2021, pour la première fois depuis une décennie, les trois principaux partis du pays, à savoir le RHDP au pouvoir, le Parti démocratique de Côte d’Ivoire (PDCI) et le Front populaire ivoirien (FPI), participent à une même élection, et ce dans un climat qui s'est relativement apaisé depuis le scrutin présidentiel quelques mois auparavant. Sur 254 sièges de députés, le RHDP en remporte 137 et obtient donc la majorité absolue tandis que la coalition formée par le PDCI et Ensemble pour la démocratie et la souveraineté (EDS), la plateforme de formations pro-Laurent Gbagbo, en récole 50. Avec un taux de participation qui s'établit autour de 37 %, les pro-Gbagbo opèrent lors de ce scrutin leur grand retour sur la scène politique.

## Les premiers ministres
- Alassane Ouattara, actuel président de la Côte d'Ivoire depuis, le 6 mai 2011. Il a été premier ministre du 7 novembre 1990 au 9 décembre 1993[40];
- Daniel Kablan Duncan... Après une démission rendue au président de la République depuis, le 27 février 2020, il devient officiellement Ex vice-président, le 13 juillet 2020 après un communiqué fait par le secrétaire général de la présidence[41]. Il fut Premier ministre sous le règne du président Henri Konan BEDIE du 15 décembre 1993 au 22 décembre 1999[42];
- FEU Seydou Diarra fut Ex-Premier Ministre de la Côte d'Ivoire du 24 décembre 1999 au 26 octobre 2000, sous le gouvernement du Président Robert Guei, puis avec le Président Laurent GBAGBO du 10 février 2003 au 4 décembre 2005[43];
- Quatrième Premier ministre de la côte d'ivoire, Pascal Affi N'guessan était chef de gouvernement du 30 octobre 2000 au 10 février 2003[44];
- Gouverneur intérimaire de la Banque centrale des États de l`Afrique de l`Ouest (BCEAO) de 1990 à 1993, Charles Konan Banny assure la fonction de Gouverneur qui lui a été confié par la communauté internationale du 4 décembre 2005 au 29 mars 2007[45];
- Diplômé d’une maîtrise au Département d’anglais de l’Université Felix Houphouët Boigny de Cocody (Abidjan), Guillaume Soro fut premier ministre de la Côte d’Ivoire du 4 avril 2007 au 6 décembre 2010 et du 11 avril 2011 au 13 mars 2012[46].
- En Passant par le rang de ministre d`État, Garde des Sceaux, ministre de la Justice et des Droits de l`Homme, ministre délégué dans les fonctions de Ministre de la Construction, de l`Urbanisme et de l`Habitat dans le gouvernement ivoirien, JEANNOT Kouadio-Ahoussou fut nommé au poste de Premier Ministre du 13 mars 2012 au 14 novembre 2012 par le président Alassane Ouattara[47];
- Depuis le 10 janvier 2017, Amadou Gon Coulibaly était Premier Ministre, Chef du Gouvernement de la République de Côte d’Ivoire jusqu’à son décès, le 8 juillet 2020 à Abidjan pendant qu’il était encore en fonction[48].

## Galerie de personnalités politiques
Présidence :

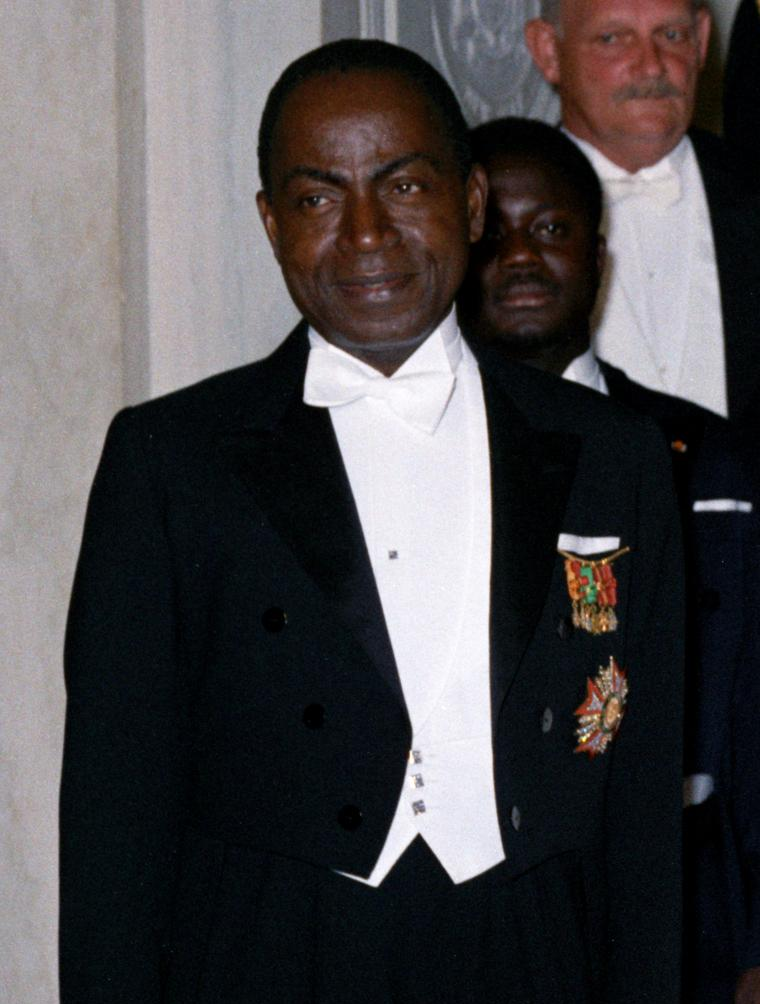
Félix Houphouët-Boigny 1960-1993
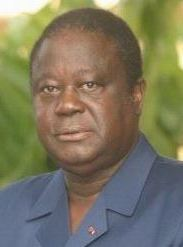
Henri Konan Bédié 1993-1999
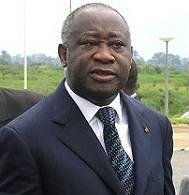
Laurent Gbagbo 2000-2011
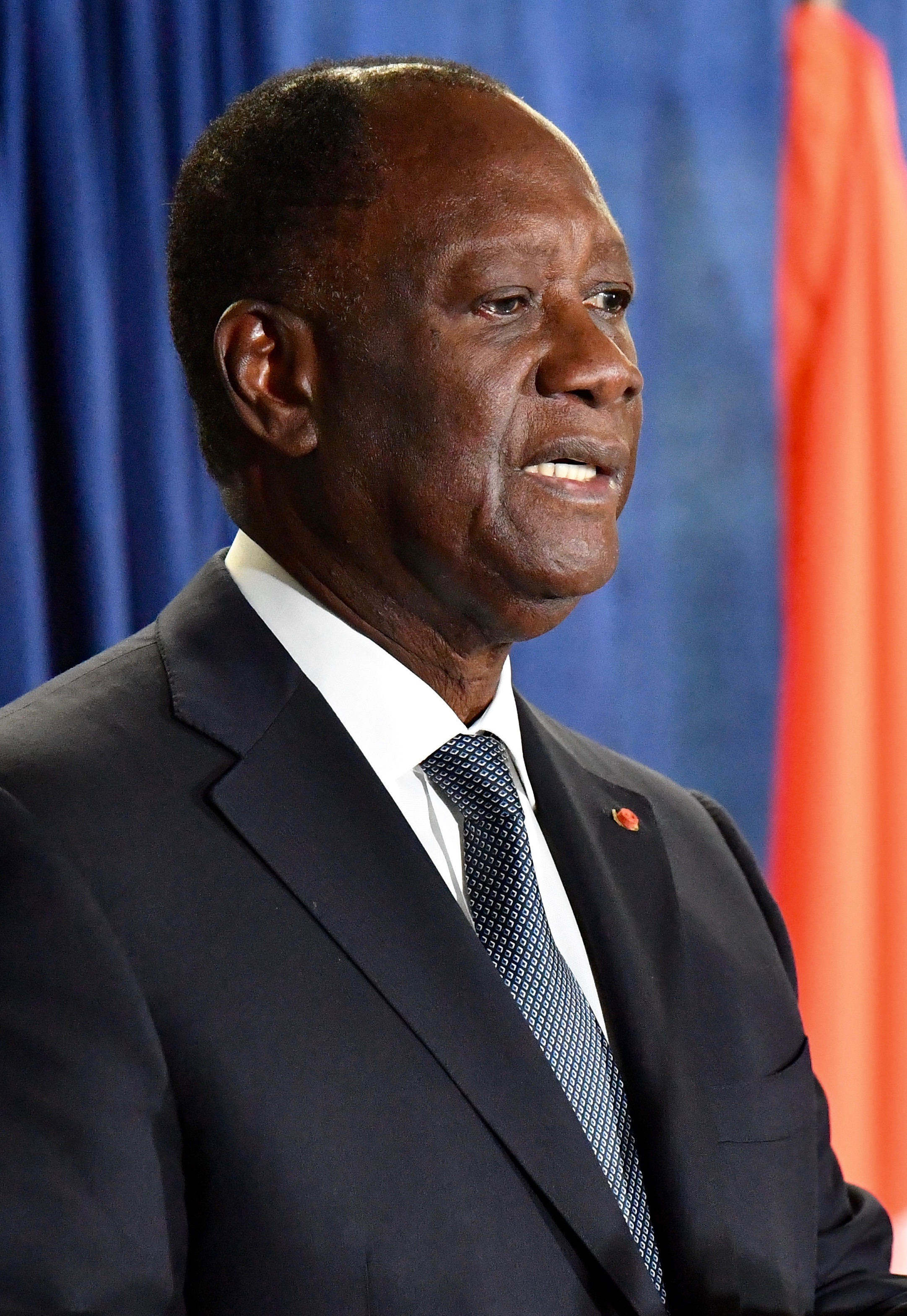
Alassane Ouattara 2011-présent

Vice-présidence (depuis 2016) :

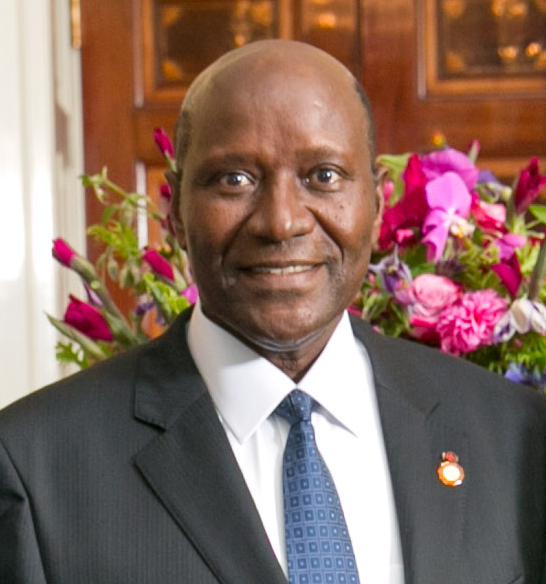
Daniel Kablan Duncan 2017-2020
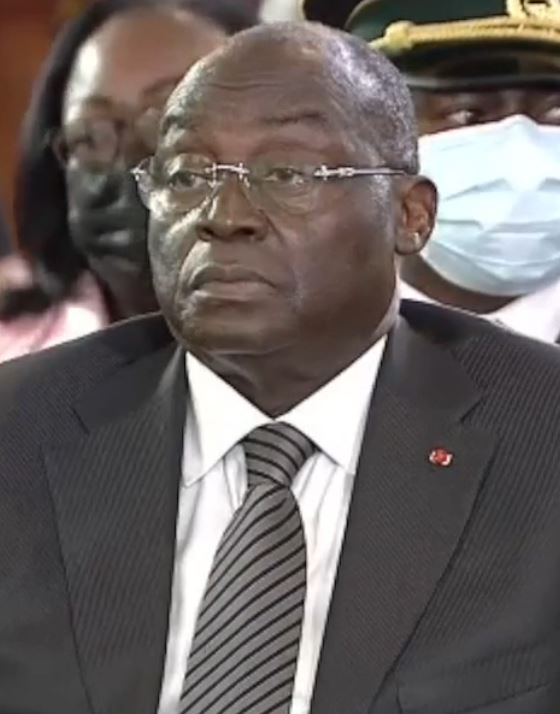
Tiémoko Meyliet Koné 2022-présent

Liste des Premiers ministres de Côte d'Ivoire :

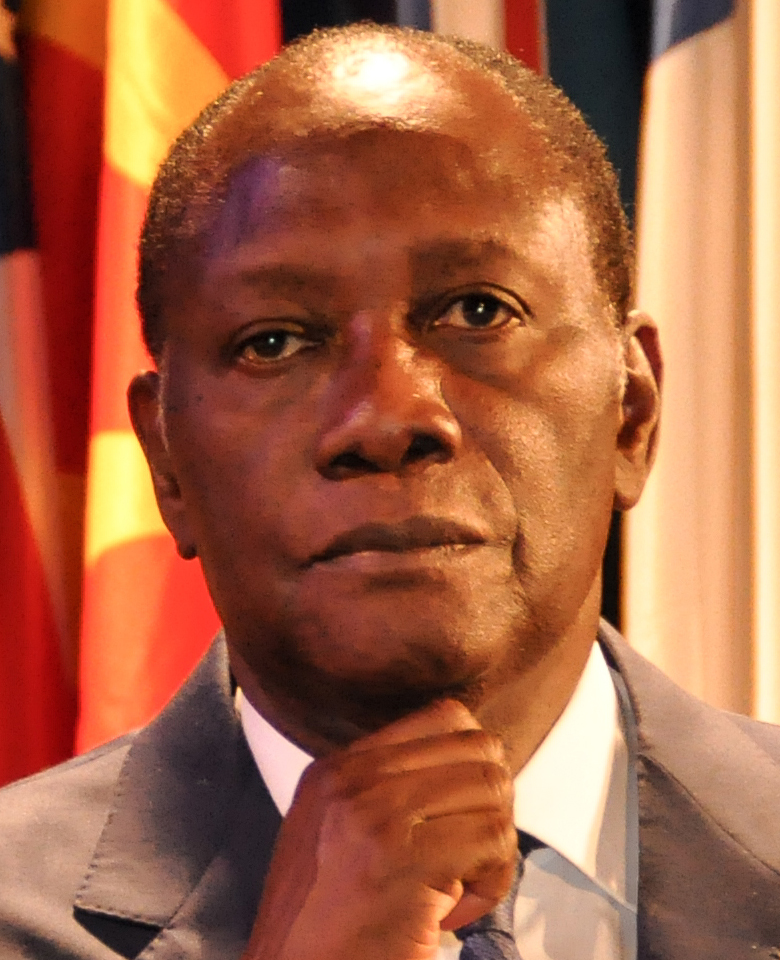
Alassane Ouattara 1990-1993
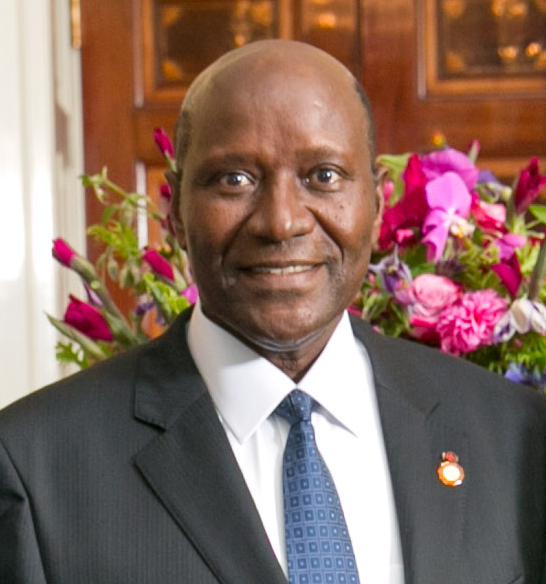
Daniel Kablan Duncan 1993-1999 2012-2017
Pascal Affi N'Guessan 2000-2003
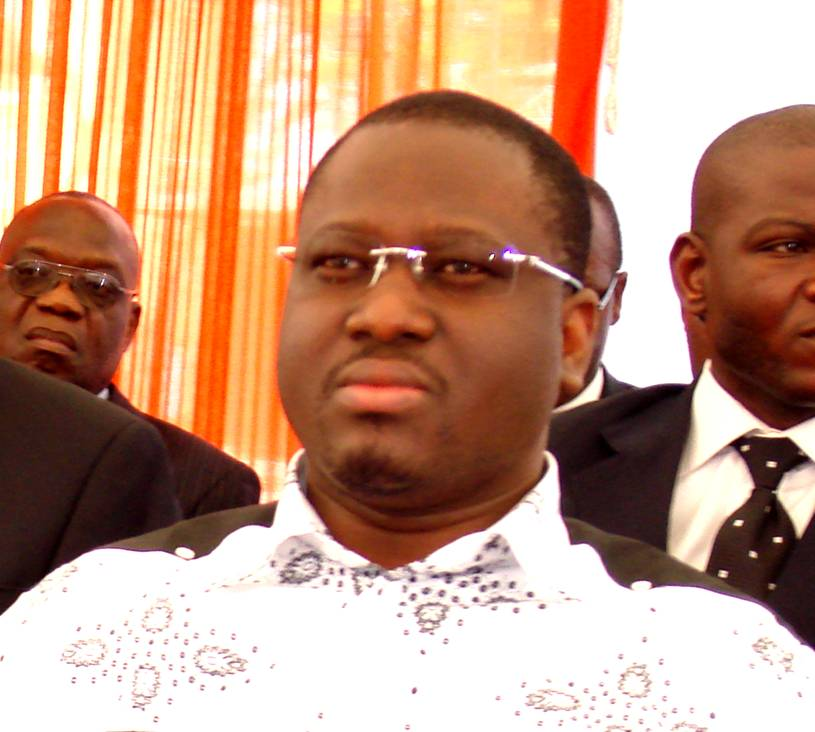
Guillaume Soro 2007-2012
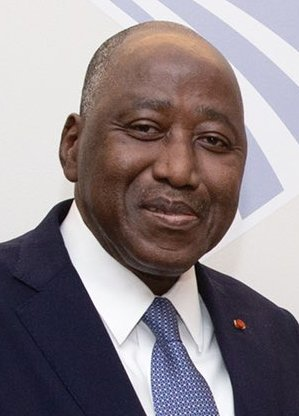
Amadou Gon Coulibaly 2017-2020
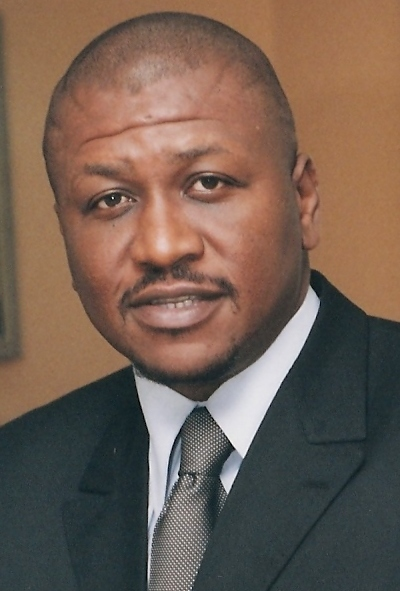
Hamed Bakayoko 2020-2021
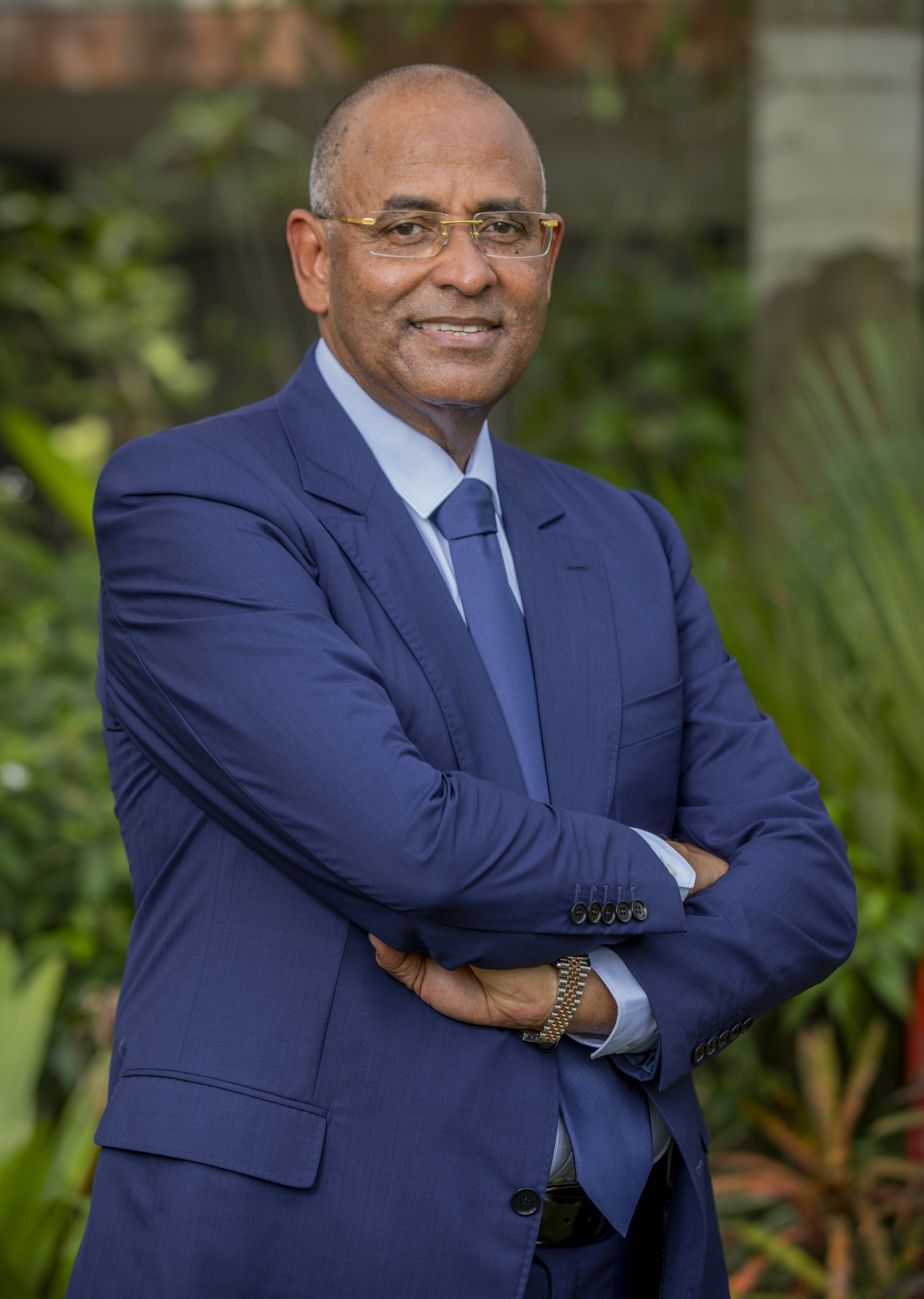
Patrick Achi 2021-2023
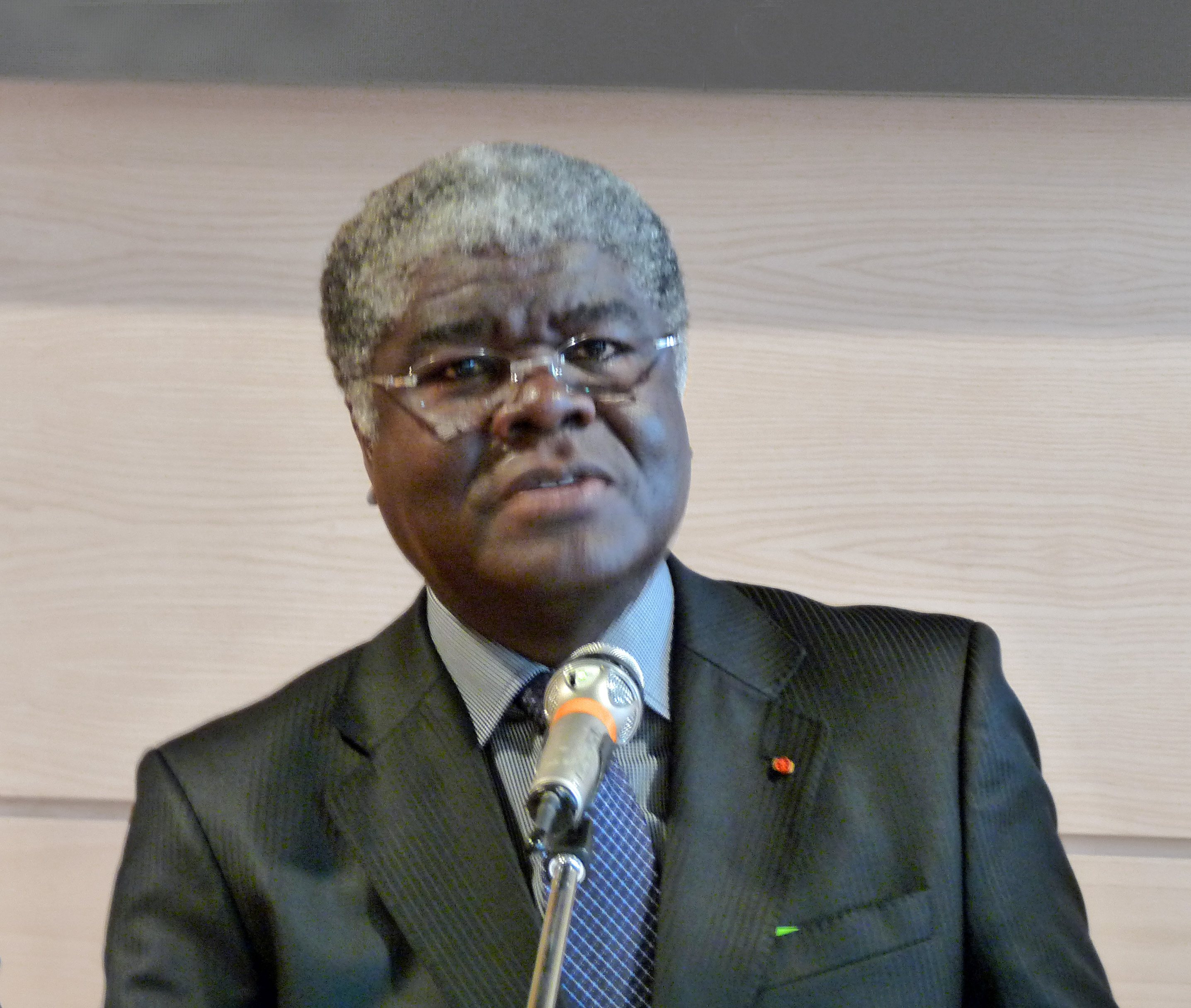
Robert Beugré Mambé 2023-présent

### Filmographie
- Chroniques de guerre en Côte d'Ivoire, film documentaire, 2008

#### Avant 1900c
- Esclavage en Afrique (pré-européen)
- Exploration européenne de l'Afrique
- Commerce triangulaire, Traites négrières
- Histoire de la Côte d'Ivoire au XIXe siècle
- Liste des monuments historiques de la Côte d'Ivoire, dont Ville historique de Grand-Bassam

#### 1900c-2000c
- Colonie française de Côte d'Ivoire (1893-1960), Administrateurs coloniaux en Côte d'Ivoire
- Afrique-Occidentale française (1895-1958), Liste des dirigeants de l'Afrique-Occidentale française (1895-1959)
- Marche des femmes sur Grand-Bassam (1949), Marie Koré (1912-1953)
- Communauté économique des États de l'Afrique de l'Ouest (1975, CEDEAO)

#### 2000-présent
- Politique en Côte d'Ivoire, élections en Côte d'Ivoire
  - Liste des présidents de la république de Côte d'Ivoire (depuis 1960)
  - Liste des Premiers ministres de Côte d'Ivoire (depuis 1990)
- Crise politico-militaire en Côte d'Ivoire (2002-2007), chronologie de la crise politico-militaire en Côte d'Ivoire
- Accord de Linas-Marcoussis (2003)
- Crise ivoirienne de 2010-2011
- Ivoirité